# نقولا كانالي
نقولا كانالي (بالإيطالية: Nicola Canali) (1874 – 1961 م) هو كاهن ورجل دين كاثوليكي من إيطاليا ولد في رييتي. تولى منصب كاردينال.

## روابط خارجية
- نقولا كانالي على موقع مونزينجر (الألمانية)